# Vista Hermosa, San Pablo Tijaltepec
Vista Hermosa är en ort i Mexiko.   Den ligger i kommunen San Pablo Tijaltepec och delstaten Oaxaca, i den sydöstra delen av landet, 300 km sydost om huvudstaden Mexico City. Vista Hermosa ligger 2 296 meter över havet och antalet invånare är 155.
Terrängen runt Vista Hermosa är varierad. Runt Vista Hermosa är det glesbefolkat, med 18 invånare per kvadratkilometer. Närmaste större samhälle är Villa Chalcatongo de Hidalgo, 10,4 km väster om Vista Hermosa. I omgivningarna runt Vista Hermosa växer huvudsakligen savannskog.